# Уорд, Аарон
Аарон Кристиан Уорд (англ. Aaron Christian Ward; 17 января 1973, Уинсор, Онтарио, Канада) — профессиональный канадский хоккеист. Амплуа — защитник.
На драфте НХЛ 1991 года выбран в 1 раунде под общим 5 номером командой «Виннипег Джетс». 11 июня 1993 года обменян в «Детройт Ред Уингз». 9 июля 2001 года обменян в «Каролину Харрикейнз». 3 июля 2006 года как неограниченно свободный агент подписал контракт с «Нью-Йорк Рейнджерс». 27 февраля 2007 года обменян в «Бостон Брюинз».
Уорд и его жена Келли воспитывают троих детей: Лиама Уорда (род. 2002), Элизабет (Либби) Уорд (род. 2006) и  Фиби Грейс Уорд (род. 23.03.2009).

## Награды
- Обладатель Кубка Стэнли, 1997 («Детройт Ред Уингз»)
- Обладатель Кубка Стэнли, 1998 («Детройт Ред Уингз»)
- Обладатель Кубка Стэнли, 2006 («Каролина Харрикейнз»)

## Статистика
```
                                            
                                            --- Regular Season ---  ---- Playoffs ----
Season   Team                        Lge    GP    G    A  Pts  PIM  GP   G   A Pts PIM
--------------------------------------------------------------------------------------
1990-91  U. of Michigan              NCAA   46    8   11   19  126
1991-92  U. of Michigan              NCAA   42    7   12   19   64
1992-93  U. of Michigan              NCAA   30    5    8   13   73
1992-93  Canadian National Team      Intl    4    0    0    0    8
1993-94  Adirondack Red Wings        AHL    58    4   12   16   87   9   2   6   8   6
1993-94  Detroit Red Wings           NHL     5    1    0    1    4  --  --  --  --  --
1994-95  Adirondack Red Wings        AHL    76   11   24   35   87   4   0   1   1   0
1994-95  Detroit Red Wings           NHL     1    0    1    1    2  --  --  --  --  --
1995-96  Adirondack Red Wings        AHL    74    5   10   15  133   3   0   0   0   6
1996-97  Detroit Red Wings           NHL    49    2    5    7   52  19   0   0   0  17
1997-98  Detroit Red Wings           NHL    52    5    5   10   47  --  --  --  --  --
1998-99  Detroit Red Wings           NHL    60    3    8   11   52   8   0   1   1   8
1999-00  Detroit Red Wings           NHL    36    1    3    4   24   3   0   0   0   0
2000-01  Detroit Red Wings           NHL    73    4    5    9   57  --  --  --  --  --
2001-02  Carolina Hurricanes         NHL    79    3   11   14   74  23   1   1   2  22
2002-03  Carolina Hurricanes         NHL    77    3    6    9   90  --  --  --  --  --
2003-04  Carolina Hurricanes         NHL    49    3    5    8   37  --  --  --  --  --
2004-05  Ingolstadt ERC              DEL     8    0    3    3   16  11   1   1   2  16
2005-06  Carolina Hurricanes         NHL    71    6   19   25   62  25   2   3   5  18
2006-07  New York Rangers            NHL    60    3   10   13   57
2006-07  Boston Bruins               NHL    20    1    2    3   18
2007-08  Boston Bruins               NHL    65    5    8   13   54   6   0   1   1   6
2008-09  Boston Bruins               NHL    65    3    7   10   44  11   1   0   1   2
2009-10  Carolina Hurricanes         NHL    60    1   10   11   54
2009-10  Anaheim Ducks               NHL    17    0    2    2    8
--------------------------------------------------------------------------------------
         NHL Totals                        839   44  107  151  736  95   4   6  10  73

```